# Vladimir Horowitz
Pour les articles homonymes, voir Horowitz.
 (août 2024).
Si vous disposez d'ouvrages ou d'articles de référence ou si vous connaissez des sites web de qualité traitant du thème abordé ici, merci de compléter l'article en donnant les références utiles à sa vérifiabilité et en les liant à la section « Notes et références ».
Vladimir Samoïlovitch Horowitz (en russe : Владимир Самойлович Горовиц, en yiddish : וולאדימיר סאַמוילאָוויטש האָראָוויץ), né à Berditchev ou (selon Horowitz) à Kiev (Empire russe), le 1er octobre 1903 et mort à New York le 5 novembre 1989, est un pianiste d'origine russe, naturalisé américain. Il fait partie des plus grands virtuoses de l'histoire du piano.
Pianiste mythique, admiré pour la puissance de son jeu, son timbre et sa virtuosité, Vladimir Horowitz a été considéré comme le plus grand pianiste de son temps, aussi bien par le public que par ses pairs : Clara Haskil, qui le surnommait « Satan au clavier », Martha Argerich, Sviatoslav Richter, Arcadi Volodos, Arthur Rubinstein,, Sergueï Rachmaninoff.

## La famille Horowitz
La famille Horowitz appartient à la bourgeoisie juive cultivée de l'Empire Russe. En outre, c'est une famille de musiciens comprenant de bons pianistes et compositeurs.
La grand-mère de Vladimir était une amie d’Anton Rubinstein, quand sa mère, Sofia, et son oncle, surnommé « L'oncle qui jouait fort », connaissaient personnellement Alexandre Scriabine.
Sofia Horowitz était elle-même pianiste, et apprit à Vladimir (ou Volodia, selon le surnom que lui donnait sa femme Wanda Toscanini — fille d'Arturo Toscanini —) à jouer du piano dès l'âge de 5 ans.
Son père, Samuel Horowitz, était ingénieur en électricité et assurait la distribution en Russie de moteurs électriques allemands. C'est lui qui inscrivit la date de naissance « 1904 » dans de nombreux documents à la place de la vraie date de naissance de Vladimir : un moyen pour lui d'éviter le service militaire qui durait plusieurs années.

## Biographie
Vladimir Horowitz naît le 1er octobre 1903 à Kiev. Il est le plus jeune des quatre enfants de Samuel et Sofia.
À l'âge de 3 ans, Vladimir voit sa mère jouer du piano. D'après les propos de celle-ci, il aurait alors fait semblant d'en jouer sur une fenêtre, qui se serait alors cassée, ensanglantant ses mains.
Horowitz apprend le piano dès 5 ans, d'abord sous la férule de Sofia. En 1912, il entre au conservatoire de Kiev où il sera élève de Sergueï Tarnovski, de Vladimir Puchalsky, et de Felix Blumenfeld. En 1914, il rencontre Alexandre Scriabine.
À l'arrivée des communistes, la famille Horowitz autrefois heureuse et prospère est brisée. Jacob, le frère aîné, enrôlé dans l'armée, meurt pendant la révolution. George devient vagabond installé pendant un temps à Leningrad. L'État saisit l'entreprise de Samuel et le contraint à un travail bureaucratique fastidieux.
Pour son récital de fin d'études en 1920, Vladimir Horowitz joue la Toccata, adagio et fugue BWV 564 de Bach-Busoni, la Gigue en sol de Mozart, une Sonate de Beethoven (Horowitz a oublié s'il s'agissait de l'Appassionata ou de l'opus 110), les Études symphoniques de Schumann, la Sonate en si bémol mineur de Rachmaninov, la Fantaisie en fa mineur de Chopin, « et quelque chose de moderne, je ne m'en souviens pas ». Il termine avec les Réminiscences de Don Juan de Liszt et selon Horowitz, ayant joué avec un tel éclat, le jury et tous les professeurs se sont levés pour exprimer leur approbation, ce qui, toujours selon ses dires, ne s'était jamais produit dans toute l'histoire du conservatoire. Pour son concerto obligatoire, il joue le troisième de Rachmaninov. Pour ses pièces de musique de chambre, il joue le quintette de Schumann et Winterreise de Schubert. Ses concerts connaissent un énorme succès. Blumenfeld ravi, écrit à Rachmaninov à New York au sujet de son talentueux élève et du succès qu'il rencontre avec la musique de Rachmaninov. Horowitz a alors 17 ans.

### Début en République russe puis URSS
Son premier concert public documenté a lieu en mars 1921 à Kiev. Ensuite, Horowitz rencontre un violoniste d'Odessa, Nathan Milstein, et donne des concerts dans différentes villes de Russie avec lui et sa sœur Regina, pour lesquels ils sont souvent payés avec du pain plutôt qu'avec de l'argent, en raison de la situation économique difficile du pays. Depuis 1922, Horowitz, donnant des concerts dans les villes de l'Union soviétique, accumule un répertoire gigantesque en termes de volume. Ainsi, par exemple, en trois mois (novembre 1924 - janvier 1925), il interprète plus de 155 œuvres de la célèbre « série de Leningrad »[C'est-à-dire ?], composée de 20 concerts (voir les recherches de Yu. Zilberman)[précision nécessaire]. Malgré ses premiers succès en tant que pianiste, Horowitz affirme qu'il voulait être compositeur, mais choisit une carrière de pianiste pour aider une famille qui a perdu toute sa fortune, y compris les instruments de leurs enfants, pendant la Révolution de 1917. Le succès des « musiciens de la Révolution », comme les appelait un certain A. Uglov dans l'un des articles (sous ce pseudonyme se cachait le commissaire du peuple Anatoli Lounatcharski), est époustouflant. Des clubs d'admirateurs de ces jeunes musiciens voient le jour dans de nombreuses villes.

### Berlin
Le 25 septembre 1925, Vladimir Horowitz a l'occasion de partir pour l'Allemagne (il est officiellement parti étudier). Certains documents sur Vladimir Horowitz indiquent que Mikhaïl Toukhatchevski est l'initiateur des « études à l'étranger », mais Nathan Milstein dans ses mémoires pointe directement vers Ieronim Ouborevitch (à l'époque, le Commissaire du peuple à la Défense était chargé des voyages à l'étranger), qui publie un permis de sortie. Avant de partir, Horowitz apprend et joue à Leningrad le 23 septembre 1925 le Premier Concerto pour piano de Tchaïkovski. Dans ses interviews, Horowitz déclare que son père, après avoir entendu sa représentation du concert à Leningrad, a déclaré : « c'est ton concert. Il faut y jouer »[C'est-à-dire ?]. Grâce à ce travail, il devient célèbre en Europe. Ce concerto joue un rôle « fatal » dans la vie du pianiste : à chaque fois, triomphant dans les pays d'Europe et d'Amérique, Horowitz interprète précisément ce Concerto.
En janvier 1926, il donne un récital à Berlin (on le surnomme l'« ouragan des steppes »), il se produit également en concert à Hambourg.

### Paris et l'Europe[2]
« Il a fait trembler Paris » dit Arthur Rubinstein à la suite de la première saison d'Horowitz à Paris en 1926. À son arrivée à Paris, sa réputation l'a précédé et s'il est inconnu du grand public, il est attendu par les professionnels. Les critiques et le public sont immédiatement conquis par son style de jeu qui renoue avec celui des grands virtuoses du XIXe siècle..[Lequel ?].
Horowitz donne son premier concert le 12 février 1926 au Conservatoire de Paris, là où Chopin avait donné sa première de l'Andante spianato e Polonaise en 1835 ; si l’auditoire est réduit, les critiques importants sont présents et perçoivent que quelque chose de nouveau se produit. Son programme comporte la Toccata, Adagio et Fugue en do de Bach/Busoni ; la Sonate de Liszt, plusieurs pièces des Miroirs de Ravel (dont Alborada del gracioso) et Jeux d'eau ; et de Chopin, la Barcarolle, quelques études et mazurkas et la Polonaise en la.
Le sommet de sa première année est le récital à l'Opéra du 14 décembre 1926 ; le programme comprenait la Toccata, Adagio et Fugue en do de Bach/Busoni ; la Sonate de Liszt, six études de Chopin, trois mazurkas, et la Polonaise en la ; les deux études 2 et 6 d'après Paganini de Liszt, et la Rhapsodie espagnole de Liszt. Ses interprétation de la Romance sans paroles Op. 67 No. 4 de Mendelssohn, et de Liebesbotschaft de Schubert-Liszt sont bissées. Quant à ses Variations de Carmen, elles plongent le public dans une grande frénésie, et la police doit être appelée pour faire évacuer la salle.
Lors des dix années suivantes, il donne une trentaine de concerts à Paris, et fait sensation à chaque fois. Il est admis dans les cercles les plus prisés, en premier la maison de la princesse de Polignac. Il y rencontre Stravinsky, les Six (Georges Auric, Louis Durey, Arthur Honegger, Darius Milhaud, Francis Poulenc et Germaine Tailleferre), ou Nadia Boulanger. À Paris, Horowitz voit Arthur Rubinstein, Picasso, Braque, Vlaminck, Joyce et Hemingway ; Cocteau et Massine ; Ravel et Poulenc ; René Clair, Virgil Thomson et Diaghilev ; Dalí, Chagall ; ou encore Gertrude Stein. Chaliapin, Prokofiev, Stravinsky et Balanchine vivent à Paris ainsi que d'autres réfugiés russes. Jeune, beau, timide, brillamment talentueux, élégant dans sa tenue et son comportement, parlant couramment le français, Horowitz devient une figure de plus en plus populaire dans les salons. Il y rencontre tous les grands musiciens, littérateurs et personnalités de la société parisienne
Horowitz se souvient :

« Un soir, j'ai joué Jeux d'eau de Ravel dans un salon et ce petit homme est venu me voir et m'a dit qu'il était Ravel et que j'avais un grand talent. « Mais, a-t-il dit, vous devez savoir que dans notre pays, nous jouons Jeux d'eau différemment. Nous la jouons de manière plus impressionniste, comme Debussy, mais vous la jouez dans le style de Liszt ». J'ai dit que j'étais désolé. Que pouvais-je dire ? Pendant ce temps, Ravel réfléchissait. Il m'a regardé et m'a dit : « Je pense que tu as raison. C'est très Lisztien ». »

Dans certaines versions de l'histoire, Ravel ne se présente qu'à la fin de la conversation et laisse Horowitz bouche bée. Dans les salons, Poulenc et Horowitz deviennent de bons amis. Horowitz raconte :

« Il était merveilleux. Il faisait irruption dans mon appartement sans rendez-vous, toujours pressé, plein d'enthousiasme. « Horowitz, j'ai pour toi un nocturne ! Je suis venu te le jouer ! » Il s'asseyait et le jouait. « Au revoir ! » Et il se dépêchait de partir. Il connaissait bien le piano et était un très bon pianiste. Pendant des années, j'ai joué sa Toccata dans mes récitals. Je me souviens qu'une fois, nous avons tous dîné au salon de Charles de Polignac. Poulenc m'a joué une nouvelle pièce et je lui ai dit que la fin était terrible. Il l'a donc changée. Je lui ai parfois joué mes propres compositions, et il les a beaucoup appréciées. Les trois compositeurs qui ont eu les plus belles choses à dire sur mes pièces étaient Poulenc, Prokofiev et Szymanowski. »

Si Horowitz joue beaucoup en Allemagne, il fait de Paris son quartier général. Il a un petit appartement rue Kléber à Paris. C'est tout ce qu'il pouvait se permettre. Jusqu'à son départ pour l'Amérique en 1928, il joue beaucoup dans toute l'Europe mais ne gagne pas beaucoup d'argent. Horowitz se retrouve à jouer dans la plupart des pays européens, allant du Portugal à l'Angleterre en passant par la Norvège, la Suède, l'Allemagne et l'Italie.

### États-Unis

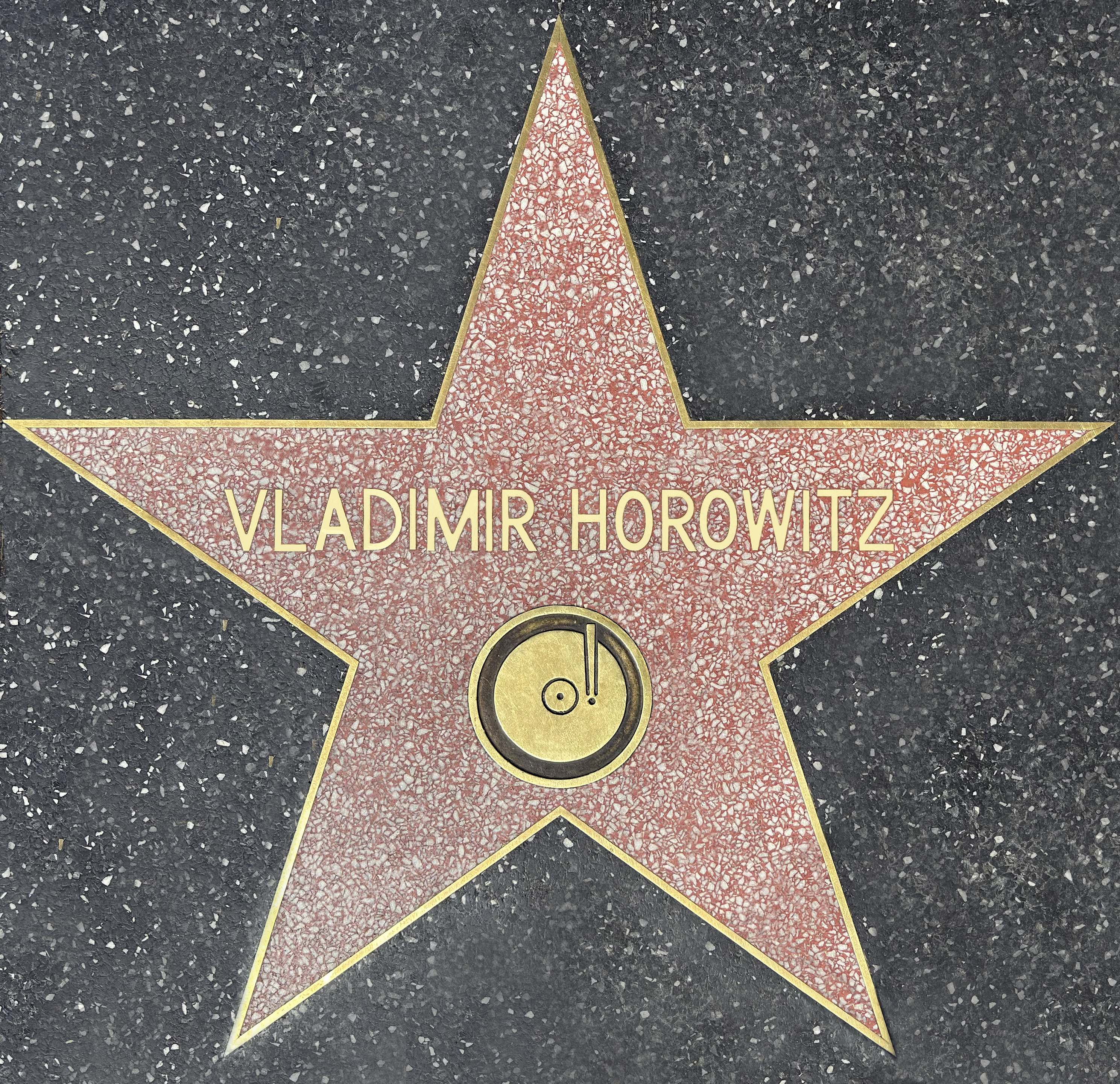
Vladimir Horowitz Étoile - Hollywood Walk of Fame.

Le 24 décembre 1927, il embarque pour les États-Unis. En 1928, il donne son premier concert américain sous la direction de  Thomas Beecham (premier concerto de Tchaïkovski au Carnegie Hall, avec l'Orchestre philharmonique de New York). Dans le public se trouvent Josef Lhévinne, Josef Hofmann, Benno Moiseiwitsch et Sergueï Rachmaninov. Ayant fait la connaissance de ce dernier, Horowitz devient rapidement son ami. Lui-même pianiste virtuose, déclare au sujet de son Troisième concerto qu'il n'a pas imaginé qu'on puisse le jouer aussi brillamment qu'Horowitz. Spécialement pour celui-ci, qui en fera une spécialité de son répertoire, Rachmaninov redonne sa forme originelle à sa Deuxième sonate qu'il avait simplifiée, car il n'en dominait plus lui-même les difficultés techniques. En 1928, il fait ses premiers enregistrements et un concert à Londres. Puis en 1932, Horowitz enregistre la Sonate pour piano de Liszt. L'année suivante il rencontre Arturo Toscanini et donne son premier concert avec lui avec le Cinquième concerto de Ludwig van Beethoven).
En 1933, il épouse Wanda Toscanini et en 1936, se fixe à New York jusqu'en 1939, époque à laquelle il ne donne plus de concerts. En 1946, il signe un contrat d'exclusivité avec RCA Records, et crée en 1949 la Sonate en mi bémol mineur de Samuel Barber. Le 25 février 1953, il donne un récital à New York pour le 25e anniversaire de ses débuts américains. Puis arrive sa deuxième retraite (1953-1965), suivie d'enregistrements à domicile. Il fait sa rentrée le 9 mai 1965 à Carnegie Hall, suivie d'une dizaine de récitals aux États-Unis (1965-1969). Arrive sa troisième interruption de carrière, entre 1969 et 1974.
En 1975, sa fille Sonia meurt à Genève.
On le retrouve en 1977 au Carnegie Hall, pour un récital, « pour les Européens » et le 8 janvier 1978, à l'occasion du jubilé de ses cinquante ans de carrière, il interprète le Troisième Concerto de Sergueï Rachmaninov.

### Dernières années, le retour en Russie
Dans les années 1980, il donne deux concerts à Londres, et en 1985 il passe chez Deutsche Grammophon. Il donne deux récitals à Paris, au Théâtre des Champs-Élysées, et est décoré Chevalier de la Légion d’honneur et de l'Ordre du Mérite de la République italienne.
L'homme généralement considéré comme le plus grand pianiste du monde, archétype du romantisme et dernier grand descendant direct de l'ancienne école russe de piano, apparaît à cette époque sur une scène russe après une absence de soixante et un ans. Le 20 avril 1986, il donne un concert à Moscou, au conservatoire Tchaïkovski. Il le dira lui-même : « la roue est maintenant complètement bouclée ». En 1987 Vladimir Horowitz décrit ses sentiments alors qu'il faisait route vers la Russie :

« J'étais excité. C'était mon pays. J'ai regardé par le hublot [de l'avion] et j'ai dit que c'était la Russie. C'est ici que je suis né. C'est ici que j'ai grandi. Je n'aurais jamais pensé avoir ce genre de frisson, cette nostalgie, ce souvenir des choses passées. Tous les Russes éduqués ont certaines choses dans le sang qui ne disparaissent jamais. Nous avons grandi en lisant Pouchkine, Dostoïevski, Tolstoï, Tchekhov. Nous avons tous, et pas seulement les musiciens, Glinka, Moussorgski, Rimski-Korsakov et Borodine dans nos oreilles. C'est à cela que je retournais, et cela m'a rappelé des souvenirs. Même la fierté de la vieille mère Russie. »

Mais quelques jours avant son apparition dans la Grande Salle du Conservatoire de Moscou, il vit une autre expérience émotionnelle puissante. Peu après son arrivée à Moscou, Horowitz déclare aux autorités qu'il veut visiter la maison de Scriabine. Lorsque Scriabine a donné un concert à Kiev, l'oncle d'Horowitz Alexandre fait en sorte que son neveu de onze ans rencontre le grand pianiste-compositeur. Ils ont une courte visite. Horowitz s'en souvient :

« Scriabine a dû détester cette expérience. Il n'a dû m'écouter que quelques heures avant son concert. Il était petit, élégant et nerveux. Il allait jouer deux de ses difficiles sonates tardives dans quelques heures, et il ne pouvait pas être très intéressé par un petit garçon juif de Kiev. Je lui ai joué une valse de Chopin, la Mélodie de Paderewski et Au couvent de Borodine. Peut-être était-il poli et ne voulait-il pas parler de mon jeu. Il m'a plutôt dit que je devrais devenir un homme cultivé. Il y avait beaucoup de pianistes, disait-il, mais très peu d'entre eux étaient cultivés. »

Dans un autre témoignage, il raconte que Scriabine dit à sa mère, après qu'Horowitz eut joué : « Il fera un très bon pianiste, mais il doit apprendre d'autres formes de musiques, la peinture, la danse, le jazz, absolument tout ». Les paroles de Scriabine restent dans l'esprit d'Horowitz toute sa vie. Après le concert à Moscou, il visite donc la maison de Scriabine et joue sur son piano, pour la fille de Scriabine.
Il enregistre pour Deutsche Grammophon cette même année, et se voit  octroyer la médaille présidentielle de la Liberté des États-Unis.
Durant l'année 1987, il retourne en Europe avec l'enregistrement du 23econcerto de Wolfgang Amadeus Mozart, avec Carlo Maria Giulini. Il donne des concerts à Vienne, Berlin, Hambourg, Amsterdam, Londres, Francfort, ainsi qu' au Japon et aux États-Unis.
En 1989 sort son dernier disque chez Deutsche Grammophon, Horowitz at Home.
Il meurt chez lui, à New York, le 5 novembre, d’une crise cardiaque. Il est inhumé au cimetière monumental de Milan dans le tombeau familial d'Arturo Toscanini, où son épouse Wanda Toscanini Horowitz, décédée en 1998, le rejoindra.

## Horowitz, interprète

### Répertoire
Vladimir Horowitz est associé au répertoire russe et notamment au Premier concerto de Tchaïkovski. Il existe une version avec Arturo Toscanini, enregistrée également avec un concerto de Johannes Brahms. Le pianiste est également connu pour ses interprétations des pièces de Robert Schumann.
Il gagne la réputation de virtuose pour ses interprétations de Liszt, Chopin, Rachmaninov, Scriabine et Tchaïkovski. Soulignons aussi l'art d'Horowitz dans l'interprétation de la musique impressionniste : Au bord d'une source de Liszt, Liebestod de Wagner arrangé par Liszt, un des derniers enregistrements d'Horowitz. Il est aussi réputé pour ses interprétations de la musique moderne, et il introduit de nombreuses sonates de Dmitri Kabalevski et de Prokofiev aux États-Unis, en particulier la sixième, la septième et la huitième. Il joue cette 7e sonate de Prokofiev au consulat soviétique de New York en janvier 1944, et envoie le premier exemplaire du disque à Prokofiev qui lui retourne un exemplaire signé de la partition sur lequel il écrit « au pianiste prodigieux de la part du compositeur ». Il fait aussi redécouvrir au monde musical des compositeurs tels que Muzio Clementi ou Domenico Scarlatti, en s'ingéniant à démontrer qu'ils furent des précurseurs de Beethoven et de la musique romantique.

### Technique
Vladimir Horowitz présente une technique atypique : ses paumes de mains et ses doigts sont plutôt droits et disposés à plat là où les autres pianistes adoptent une posture arquée et arrondie.

### Style
Vladimir Horowitz met beaucoup de soin à composer ses récitals, et à choisir les morceaux dignes d'être interprétés en concert ou en enregistrement. Comme conséquence, sa discographie est moins étendue qu'on aurait pu le souhaiter. Par exemple, il n'interprète pas d'autres Rhapsodies hongroises de Liszt que les deuxième, sixième, treizième, quinzième (Marche de Rakoczy) et dix-neuvième (ces deux dernières, ainsi que la seconde, avec des arrangements personnels), ainsi que, dans les années 1930, la rhapsodie espagnole et le Premier concerto. Toutes ses interprétations sont mûrement réfléchies : il ne joue pas un compositeur tant qu'il n'en a pas lu l'œuvre intégrale.
« L'ouragan des steppes » déplace des foules pour chacun de ses concerts, où les places sont chères et réservées très longtemps à l'avance. Son très étroit et complice rapport au public est constitutif de son grand charisme. Cependant, ses rares concerts sont très appréciés du fait qu'il y réalise ses meilleures interprétations, surpassant de loin tous les enregistrements programmés en studio. Horowitz arrive à des performances incroyables devant des milliers de personnes, prenant de grands risques pianistiques[Lesquels ?] devant lesquels reculent la quasi-totalité des pianistes[Qui ?] en public, et créant une « réaction protoplasmique avec le public »[C'est-à-dire ?][source insuffisante].
Il interrompt volontairement sa carrière plusieurs fois, souffrant de profondes dépressions : 1936-1938 (avant son départ aux États-Unis), 1953-1965, 1969-1974 et 1983-1985.

### Réputation
Vladimir Horowitz reste à ce jour le pianiste le mieux payé du monde grâce à ses concerts : à sa mort, le New York Times affirme qu'il avait accumulé cinq millions de dollars et était payé de 300 000 $ à 500 000 $ par concert dans ses dernières années.

### Instruments
Vladimir Horowitz a une préférence marquée pour les pianos Steinway & Sons. Il joue principalement sur le CD-503, un modèle D que lui fournit la marque au début des années 1940. Bien qu'il ait accès à d'autres instruments, cet exemplaire a la préférence de l'artiste qui l'installe chez lui et le fait déplacer lors de ses tournées, y compris à l'étranger,.
Vladimir Horowitz a la réputation d'être particulièrement exigeant concernant les réglages des pianos sur lesquels il joue. Durant sa carrière, Steinway & Sons met à disposition un technicien en charge d'assurer la préparation des instruments. À partir du début des années 1960 et jusqu'à la mort d'Horowitz, c'est Franz Mohr, technicien en chef de l'entreprise, qui assure les réglages de l'instrument lors des concerts donnés par le pianiste,.
En 1934, l'entreprise new-yorkaise lui offre un modèle D en guise de cadeau de mariage.

## Horowitz compositeur
Son goût pour l'écriture musicale se manifeste très tôt et le hante toute sa vie. « Je suis un compositeur », dit-il souvent. Ainsi, il arrange de nombreux morceaux, comme les Rhapsodies hongroises de Franz Liszt, la Danse macabre de Camille Saint-Saëns arrangée pour piano par Liszt, la Marche nuptiale de Mendelssohn transcrite par Liszt, ou encore son impressionnante transcription de la marche américaine The Stars and Stripes Forever de John Philip Sousa, où l'on peut entendre par moments trois voix, voire quatre, complètement différentes à la fois.
Il effectue plus subtilement de discrètes modifications de Scherzos ou du finale de la Polonaise héroïque de Chopin, dont l'interprétation qu'il donne en bis à Berlin dans les années 1980 est un modèle d'interprétation horowitzien, mettant très bien en exergue le « bel canto » caractéristique de son jeu. Les Variations Carmen (en) sur un thème de l'opéra de Bizet sont également particulièrement célèbres. La version jouée au Carnegie Hall en 1968 lors de son retour en concert depuis 1953 mérite d'être notée : un connaisseur entend les fautes, mais Horowitz y met tellement de couleurs, de soi-même, d'énergie, de volonté, etc., qu'on les lui pardonne et qu'on écoute bouche bée[non neutre].  Cette liste est non exhaustive : on peut ajouter ses paraphrases de Tableaux d'une exposition de Moussorgski.
Horowitz est conscient de la dérive théâtrale que des pièces aussi brillantes font prendre aux récitals, se disant limiter volontairement, en « musicien sérieux », ce type de morceaux en bis, les qualifiant de mints dont on ne saurait abuser : « après ce genre de morceau, le public oublie tout le concert. Ce n'est pas juste ! »
Plusieurs morceaux arrangés ou composés par Horowitz sont aujourd'hui rejoués par de jeunes pianistes, tels Arcadi Volodos ou Valeri Koulechov.

## Horowitz, l'intranquille

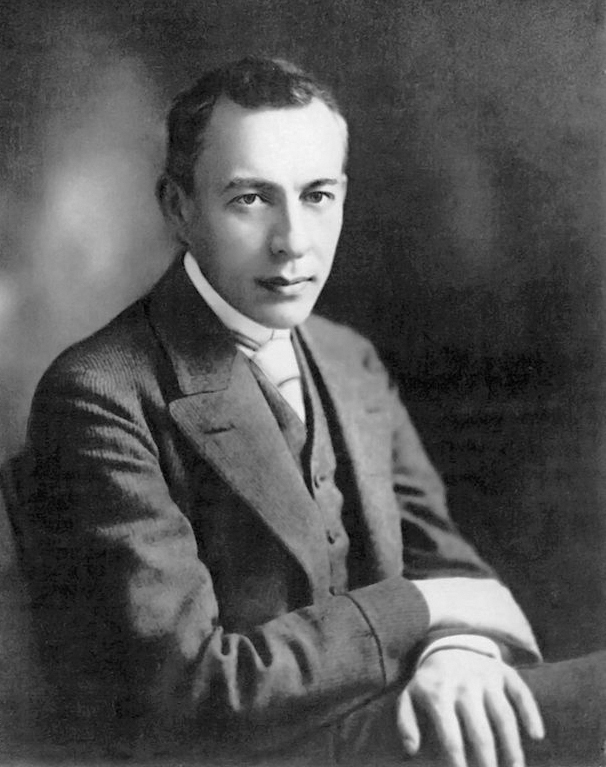
Sergueï Rachmaninov vers 1900.

Vladimir Horowitz : derrière ce nom mythique se cache un parcours de vie unique, d'une Russie qui est encore celle des tsars à la solitude new-yorkaise, avec ses dépressions, ses sursauts, ses retours. En somme, la personnalité complexe et ombrageuse du pianiste virtuose ukrainien.
C'est comme si le hasard avait simplement bien fait les choses. Contrairement à la plupart de ses confrères, Horowitz n'a pas été un enfant prodige. Mais sa famille avait eu l'intelligence de le préserver, lui laissant le temps de mûrir et d'assurer son art. Quant à ses professeurs, qui souvent lui préféraient d'autres élèves, ils passaient plus de temps à le critiquer qu'à vanter ses mérites, cherchant à brider les élans les plus naturels de sa personnalité. On comprend que le jeune Horowitz n'ait pas manifesté l'envie de se produire en public trop tôt ! Le trac, déjà enfant, l'envahissait des semaines avant la moindre audition. Peut-être doit-on voir là les premiers signes de son manque de confiance en lui, de ce terrible besoin que l'on relèvera continûment chez lui de vouloir séduire... Composer ! Voilà l'idée fixe du jeune homme. Comme son aîné Sergueï Rachmaninov, figure tutélaire qui l'accompagnera tout au long de sa carrière, il envisagera très tôt de se consacrer à l'écriture.
On ne s'étonnera pas de trouver dans la famille Horowitz une pléiade de musiciens dont certains de très bon niveau. Sa mère, Sofia (née Bodik), était pianiste amateur. Elle avait été l'élève, à l'Académie de musique Tchaïkovski de Kiev, d'un certain Vladimir Puchalski (pl), que nous retrouverons, vingt-cinq ans plus tard, comme premier professeur officiel du jeune Horowitz. Son père, Samuel, étudiant à la faculté de l'université de Kiev, passionné de musique, est un pianiste amateur de bon niveau ; sa propre mère avait bénéficié des encouragements d'Anton Rubinstein. Et son oncle Alexandre (frère de son père), était devenu pianiste professionnel, après avoir eu pour professeur Alexandre Scriabine.
En attendant d'entrer au conservatoire, Vladimir prend ses premières leçons de sa propre mère. Il montre d'emblée beaucoup de facilité : sa mémoire est prodigieuse, il semble capable de découvrir par lui-même avec une facilité déconcertante comment réaliser les passages difficiles ... Mais cette aisance ne s'accompagne d'aucun véritable enthousiasme pour le clavier. Sa mère le laisse déchiffrer tout ce qui se présente (il est déjà friand de Sergueï Rachmaninov) ou des transcriptions d'opéras, domaine qui le fascine. À neuf ans, c'est à la Tétralogie qu'il s'attaque, découvrant avec Richard Wagner un monde qui le bouleverse. Il parvient à mémoriser cette somme de musique alors même que les pièces les plus fondamentales pour la formation d'un pianiste lui manquent encore.
Devant les progrès de Vladimir, Sofia et Samuel décident de l'inscrire au Conservatoire de Kiev. Le hasard fait qu'il y découvre comme professeur, Vladimir Puchalski. Il dirige l'École de musique depuis 1877, et Vladimir trouve chez le vieux maître un écho à son propre intérêt pour les compositeurs romantiques. Mais se trouvant en butte avec son maître (du fait de son comportement de pédagogue), une chose est sûre : Horowitz n'a pas l'habitude des contraintes. C'est son individualité qu'il cherche à transposer sur son clavier. Puchalski et Horowitz se supportent néanmoins et, à défaut d'enthousiasme, l'élève a suffisamment de sérieux dans les exercices et les morceaux imposés pour en tirer les leçons utiles. De Jean-Sébastien Bach par exemple, dont il ne saisit pas encore la valeur, il comprend en revanche quel inestimable exercice il offre pour les doigts et le cerveau. Après deux années à ce régime, Vladimir a fait des progrès fulgurants,...

## Discographie
- Vladimir Horowitz Carmen variations.Vladimir Horowitz : The Unreleased Live Recordings 1966-1983 (Coffret 50 CD). Orchestre philharmonique de New York, Chef d'orchestre: Zubin Mehta, Format : CD. Label : Sony Music Entertainment, (ASIN B00RKSTMCC).
- Vladimir Horowitz: The Legendary Berlin Concert, 18 mai 1986. Format : CD. Label : Sony Music Entertainment, (ASIN B002JP1LFC).
- Horowitz in Moscow. (1986) Alexandre Scriabine, Domenico Scarlatti, Franz Liszt, Frédéric Chopin, Moritz Moszkowski. Format : CD. Label : Deutsche Grammophon, (ASIN B000001G7Y).
- Horowitz: The Last Recording. (1990) (piano). Format : CD. Label : Sony Music Entertainment, (ASIN B000009IG6).
- Great Pianists Of The 20th Century : Vladimir Horowitz | Schumann. (1999), Format : 2 CD. Label : Philips Classics 456 838-2
- Horowitz: Complete Recordings on Deutsche Grammophon. (2003), Coffret 6 CD. Label: Deutsche Grammophon, (ASIN B00008RWRI)
- Horowitz in Hambourg: The Last Concert. (2008) Franz Liszt, Franz Schubert, Frédéric Chopin, Moritz Moszkowski, Robert Schumann. Format : CD. Label : Deutsche Grammophon, (ASIN B0015RWCVC).
- Horowitz at Home. (2011) Franz Liszt, Franz Schubert, Wolfgang Amadeus Mozart. Format : CD. Label : Deutsche Grammophon, (ASIN B000001GBF).
- Horowitz: The Last Romantic. (2011) (piano). Format : CD. Label : Deutsche Grammophon, (ASIN B000001G76).
- Horowitz: Live at Carnegie Hall. (2013) Alexandre Scriabine, Johannes Brahms, Claude Debussy. Format : CD/Coffret. Label : Sony Music Entertainment, (ASIN B00BT70J6S).
- Horowitz: The Studio Recordings - New York 1985. (2015) (piano). Format : CD. Label : Deutsche Grammophon, (ASIN B000001G7K).
- Return to Chicago. (2015) Alexandre Scriabine, Domenico Scarlatti, Franz Liszt. Format : CD. Label : Deutsche Grammophon, (ASIN B013XTXLOQ).
- Horowitz plays Litz [RCA] 1987